# Barbarea australis
Barbarea australis là một loài thực vật có hoa trong họ Cải. Loài này được Hook.f. mô tả khoa học đầu tiên năm 1852.